# 신인왕 방탄소년단 - 채널방탄
《신인왕 방탄소년단 - 채널방탄》은 2013년 9월 3일부터 2013년 10월 22일까지 SBS MTV에서 방송된 리얼 버라이어티이다.

## 소개
방탄소년단 멤버들이 가상의 방송국 속에서 직접 다양한 포맷의 TV 프로그램에 도전하는 리얼 버라이어티 프로그램이다.

## 출연
- 방탄소년단
  - RM
  - 슈가
  - 진
  - 제이홉
  - 지민
  - 뷔
  - 정국